# Lijst van rijksmonumenten in Den Ham (Overijssel)
De plaats Den Ham telt 12 inschrijvingen in het rijksmonumentenregister. Hieronder een overzicht.
| Object                                                                                            | Oorspronkelijke functie?  | Bouwjaar     | Architect | Locatie               | Coördinaten?                  | Nr.?   | Afbeelding                            |
| ------------------------------------------------------------------------------------------------- | ------------------------- | ------------ | --------- | --------------------- | ----------------------------- | ------ | ------------------------------------- |
| Nederlands Hervormde Kerk, zaalkerk                                                               | Kerk en kerkonderdeel     | 1840         |           | Brink 4               | 52° 27' 51" NB, 6° 29' 41" OL | 19998  | Meer afbeeldingen                     |
| Kerktoren                                                                                         | Kerk en kerkonderdeel     | 1607 (rest.) |           | Grotestraat 1         | 52° 27' 51" NB, 6° 29' 40" OL | 19999  | Meer afbeeldingen                     |
| Pand zonder verdieping onder omlopend, met pannen gedekt schilddak                                | Woonhuis                  | 1842         |           | Grotestraat 4         | 52° 27' 52" NB, 6° 29' 40" OL | 20000  | Meer afbeeldingen                     |
| Woning met kroonlijst                                                                             | Woonhuis                  |              |           | Grotestraat 47        | 52° 27' 48" NB, 6° 29' 25" OL | 20001  | Meer afbeeldingen                     |
| Forse boerderij onder rieten schilddak                                                            | Boerderij                 | 1887         |           | Janmansweg 17         | 52° 28' 31" NB, 6° 29' 9" OL  | 20002  | Meer afbeeldingen                     |
| Boerderij onder fors rieten schilddak                                                             | Boerderij                 |              |           | Leertendijk 1         | 52° 28' 17" NB, 6° 28' 35" OL | 20003  | Boerderij onder fors rieten schilddak |
| Simpel boerderijtje onder rieten schilddak                                                        | Boerderij                 |              |           | Nienenhoek 2          | 52° 28' 20" NB, 6° 29' 31" OL | 20004  | Upload foto                           |
| Boerenschuur                                                                                      | Boerderij                 |              |           | Ommerweg 74           | 52° 28' 23" NB, 6° 28' 3" OL  | 20005  | Meer afbeeldingen                     |
| Boerenschuur                                                                                      | Boerderij                 |              |           | Esweg bij 2           | 52° 27' 52" NB, 6° 29' 59" OL | 20006  | Meer afbeeldingen                     |
| Boerderij opgetrokken in rode machinale baksteen onder een wolfdak gedekt met grijze muldenpannen | Boerderij                 | 1938         |           | Hallerhoek 7          | 52° 26' 56" NB, 6° 28' 6" OL  | 508608 | Upload foto                           |
| Schuur                                                                                            | Boerderij                 | 1938         |           | Hallerhoek 7          | 52° 26' 56" NB, 6° 28' 6" OL  | 508609 | Upload foto                           |
| Joodse begraafplaats                                                                              | Begraafplaats en -onderdl | 1840         |           | Vroomshoopseweg bij 3 | 52° 27' 41" NB, 6° 30' 29" OL | 508610 | Upload foto                           |